# Двірківщина
Двіркі́вщина — село в Україні, у Яготинській міській громаді Бориспільського району Київської області. Населення становить 390 осіб.

## Історія
На місці сучасного села Двірківщина багатий козак Двірко у 1684 році заснував хутір, названий іменем засновника  - Дворків, і згодом переріс у село, яке стали називати Двірківщина.
Хутір є на мапі 1868 року як х. Дворків.
У 1911 році на хуторі Дворків (Двірківщина)Яготинської волості Пирятинського повіту Полтавської губернії жило 108 людей (53 чоловічої та 55 жіночої статі) в 20 дворах
1912 році у Двірківщині відкрито початкову школу, яка існувала до 1989 року. Приміщення першої школи збереглося дотепер.
У 1989 році школу реорганізували у восьмирічну, а в 1990 році було збудоване нове приміщення середньої школи, у якій навчаються учні із сіл Двірківщина, Воронівщина, Кайнари та селища Черняхівське.
У Двірківщині і у сусідніх селах, а також у м. Яготин проживають нащадки козаків Яготинської сотні (Дикий, Калита, Розум, Ройко, Рубан, Непорожній, Настенко, Двірко та чимало інших) Переяславського полку.
Окремі роди козаків Яготинської сотні досліджували науковці-українознавці Кривошея В. В., Кривошея І. І..
Село постраждало від колективізації та Голодомору - геноциду радянського уряду проти української нації. На початку 1930-х років входило до складу Пирятинського району Полтавської області. Встановлено 35 імен померлих від голоду односельців, які поховані на місцевому кладовищі. Документального підтвердження про занесення села на «чорну дошку» немає.

## Герб
Опис герба:
Щит розсічено і пересічено, у першому червоному чверть полі перехрещені дві срібні козацькі шаблі, над якими – золотий лицарський хрест. Козацькі шаблі й хрест – згадка про козака Двірка, засновника хутора Двірківщина. У другому золотому чверть полі – чорний крокуючий ворон із піднятими крилами у червоному озброєнні. Ворон – символ хутора Воронівщина, символ життєвої мудрості та довголіття. У другому золотому чверть полі – чорні розірвані кайдани. У четвертому червоному чверть полі – увінчана золотим лицарським хрестом срібна підкова. Підкова з хрестом – елемент герба козацького старшини Черняхівського, засновника хутора Черняхівка.
Щит накладено на бароковий картуш, що увінчаний золотою хлібною короною.

## Відомі люди
- Пономаренко Сергій Іванович — український військовий, Герой України, учасник російсько-української війни.
- Бойко Іван[уточнити]
- Шевченко Андрій Миколайович — український футболіст, виступав за київське «Динамо», «Мілан» та лондонський «Челсі», колишній головний тренер збірної України з футболу.